# Sugarloaf Hill (berg i Irland, Munster)
Sugarloaf Hill är ett berg i republiken Irland.   Det ligger i provinsen Munster, i den centrala delen av landet, 170 km sydväst om huvudstaden Dublin. Toppen på Sugarloaf Hill är 663 meter över havet, eller 127 meter över den omgivande terrängen. Bredden vid basen är 1,2 km. Sugarloaf Hill ingår i Knockmealdown Mountains.
Terrängen runt Sugarloaf Hill är kuperad söderut, men norrut är den platt. Runt Sugarloaf Hill är det ganska glesbefolkat, med 22 invånare per kvadratkilometer. Närmaste större samhälle är Cahir, 14,4 km norr om Sugarloaf Hill. Trakten runt Sugarloaf Hill består i huvudsak av gräsmarker.